# Poprajkowci
Poprajkowci (bułg. Попрайковци) – wieś w środkowej Bułgarii, w obwodzie Gabrowo, w gminie Trjawna. Miejscowość jest niezamieszkana.